# Luigi Marsili
Luigi Marsili (1342 – 1394) è stato un teologo italiano i cui scritti sono andati tutti perduti.

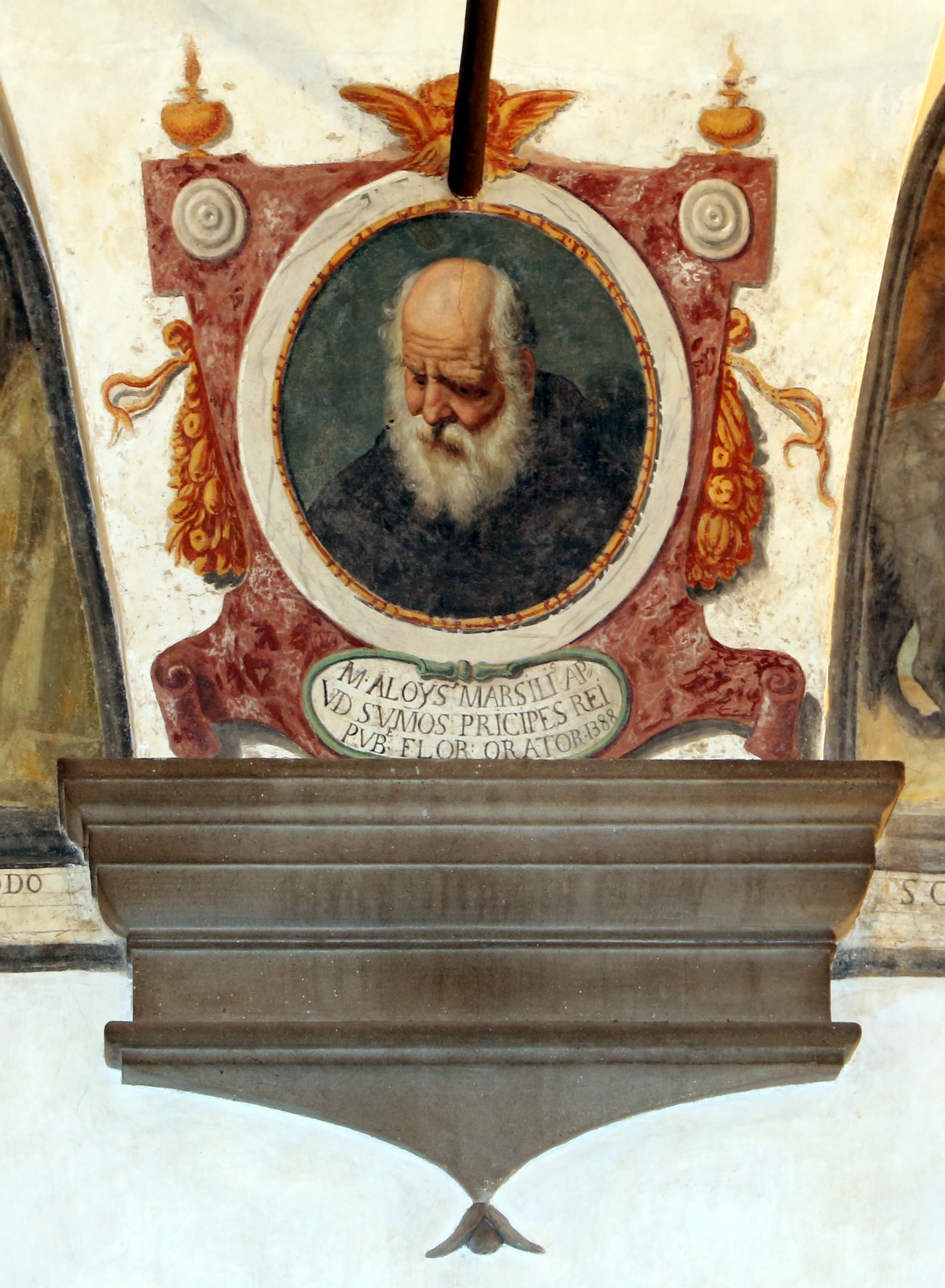
Barnardino Poccetti, Agostiniani illustri: Luigi Marsili

Amico del Petrarca e del Boccaccio, ricevette in dono dall'aretino un esemplare delle Confessioni di Sant'Agostino.

## Vita e pensiero
Uomo di fede ma riformatore, commentatore di canzoni di Petrarca, amante dei classici, Marsili fu richiesto più volte come vescovo da Firenze, ma sempre le massime autorità della chiesa si opposero.
Fu uno dei primi teologi umanisti a sviluppare una cultura laica, profondamente criticata al tempo, e la passione per i classici.